# Viaducto Amolanas
El viaducto Amolanas es el nombre por el cual se conoce a dos puentes viales chilenos que atraviesan la quebrada Amolanas, en la Región de Coquimbo. Están ubicados en el km 309 de la Ruta 5 Norte, correspondiente a la Autopista del Elqui.
El viaducto Amolanas original fue construido en la década de 1950, por la firma Fermandois y Martínez, compuesta por los socios Gastón Fermandois Sánchez y Antonio Martínez. Está compuesto por tres arcos.
El nuevo viaducto fue construido a fines de la década de 1990 como parte de la Autopista del Elqui. Tiene 106 m de altura sobre el valle, siendo el puente vial más alto de Chile y uno de los más altos de Sudamérica. Posee 12 acelerógrafos monitoreados por la Red Nacional de Acelerógrafos (RENADIC).